# 伍德斯廷公園運動場
伍德斯廷公園運動場（荷蘭語：Stadion Woudestein，荷蘭語發音：[ˌstaːdijɔɱ ˈʋʌudəstɛin]），因贊助亦被稱為Van Donge & De Roo運動場，是一座位於鹿特丹的多用途運動場，現時主要用作足球比賽。運動場是荷甲球會精英隊及球會女子隊的主場。
建於1902年的運動場能容納4,500名觀眾，球場其中一個看台命名自曾於1997年至1999年效力精英隊青年隊的。